# Attack (canción de System of a Down)
Attack es la canción de apertura del álbum de estudio Hypnotize, del grupo musical armenio-estadounidense System of a Down.
"Attack" fue escrita en 2005 por Serj Tankian (letra) y Daron Malakian (música). La letra es una protesta contra la guerra, contra el ataque y bombardeo a gente inocente desde el punto de vista de un soldado.
La canción comienza con un potente riff de guitarra, lo que lleva a una sección de doble del tiempo y continúa en un suave verso vocal con la voz de barítono de Tankian, la voz tenor Malakian y un coro de gran alcance.

## Personal
- Serj Tankian: voz, teclados, composición.
- Daron Malakian: guitarra, coros, composición.
- Shavo Odadjian: bajo.
- John Dolmayan: batería.